# Willie Mitchell (musicien)
Pour les articles homonymes, voir Willie Mitchell et Mitchell.
Willie Mitchell, né le 1er mars 1928 à Ashland (Mississippi) et mort le 5 janvier 2010 à Memphis (Tennessee), est un producteur de musique, travaillant avec différents styles : R&B, rock 'n' roll, pop et funk.

## Biographie
C'est aussi un arrangeur musical, et il dirige le label Royal Recording à Memphis, Tennessee. Il est surtout célèbre pour son rôle dans le label Hi Records. Connu, au sein du studio, sous le surnom de Papa Willie, ou Poppa, il acquiert ce surnom en prenant la tête de ce label, Hi Records en 1970 et en faisant connaître à ce label sa meilleure période. Ancien étudiant du Rust College, il produit les albums d'un grand nombre d'artistes soul de Memphis, y compris Mitchell lui-même, mais aussi Ann Peebles, qui rencontre le succès avec les chansons Part Time Love puis surtout I Can't Stand the Rain, et Al Green. Un premier album, avec ce chanteur, sort en 1971, Green is Blues, suivi de bien d'autres, s'inscrivant de plus en plus dans cette musique soul, avec une quinzaine de « hits » durant la première moitié des années 1970. « Al enregistrait trois morceaux par jour. Poppa avait en tête tout ses arrangements. Il est le seul à pouvoir vraiment diriger Al Green en studio ». Mais Green mit brutalement un terme à sa carrière et fut ordonné pasteur.
Lui-même trompettiste et leader d'un groupe, Mitchell a publié un grand nombre de singles à succès pour Hi Records dans les années 1960, notamment Soul Serenade.

## Discographie
- Sunrise Serenade - 1963
- It's Dance Time - 1965
- It's What's Happenin - 1966
- Ooh Baby, You Turn Me On - 1967
- The Hit Sound of Willie Mitchell - 1967
- Willie Mitchell Live at the Royal - 1968
- On Top - 1969
- Solid Soul - 1969
- Soul Bag - 1969
- Robbin's Nest - 1970
- The Many Moods of Willie Mitchell - 1970
- Hold It - 1971
- Listen Dance - 1971
- Willie Mitchell Live - 1977
- Willie Willie Willie - 1981
- That Driving Beat - 1986
- Walkin' With Willie - 2003